# Oswald Brozio
Oswald Brozio (* 1. April 1934 in Königsberg (Preußen)) ist ein ehemaliger deutscher Basketballspieler, -trainer und -funktionär.

## Werdegang
In der Schulzeit war Brozio noch als Fußball-Torwart aktiv, ehe er als Student den Basketball entdeckte, mit dem BBC Linz 1956 e.V. antrat und auch international mit den besten Universitätsmannschaften konkurrierte. Brozio stieg 1965 mit dem SSV Ulm 1846 in die süddeutsche Oberliga auf, ehe es ihn 1969 nach Heidenheim zog. 1972 gehörte er dem Gründungskollegium des Max-Planck-Gymnasiums (MPG) an und hatte gleichzeitig ein Lehrdeputat an der Urspringschule in Schelklingen. Bereits drei Jahre zuvor wurde der vorübergehende Spielplatz des Progymnasiums mit einem Basketballspiel Schüler gegen Lehrer eingeweiht.
Der Aufstieg 1985 in die 1. Damen-Basketball-Bundesliga mit dem Heidenheimer SB basierte auf einer kontinuierlichen Aufbauarbeit Brozios in enger Zusammenarbeit mit der Schulleitung des MPG. Bereits vor den ersten nationalen Titeln rangierte die Basketballabteilung des HSB nach einer Erhebung der Landesjugendwarte im Jahr 1974 auf Rang drei in Süddeutschland hinter zwei Münchner Vereinen. Ein Jahr später spielten sieben HSB-Jugendmannschaften um den Titel in Baden-Württemberg. 1977 verpassten die C-Mädchen den ganz großen Erfolg des Gewinns einer Deutschen Vereins-Meisterschaft gegen den damals übermächtigen DJK Agon 08 Düsseldorf ganz knapp in eigener Halle, konnten aber im selben Jahr in einem spannenden Finale ausgerechnet gegen Linz, wo Brozio seine Basketball-Karriere begann, und 1979 die Deutsche Meisterschaft im Schulsportwettbewerb Jugend trainiert für Olympia erringen. Dies gelang einem jüngeren Jahrgang ebenfalls im Bundesfinale 1982. Im Jahr 1983 wurde dort der dritte Platz errungen, während das Vereinsteam die deutsche Vizemeisterschaft erreichen konnte.
Die jahrzehntelange Aktivität ließ Brozio zum Schulsportbeauftragten des Basketballverbandes Baden-Württemberg werden. 1985 wurde er vom Verband Deutscher Basketball-Trainer (VDBT) zum „Trainer des Jahres“ ernannt. Ebenfalls 1985 wurde sein Verein mit dem erstmals vergebenen Pokal des Ministeriums für Kultus, Jugend und Sport Baden-Württemberg für die „beste Jugendarbeit im Land“ ausgezeichnet. Am 23. Januar 1987 wurde er
mit der Goldenen Münze der Stadt für Verdienste um den Sport ausgezeichnet. Im Mai 1995 erhielt er die Ehrenbürgerwürde der französischen Stadt an der Loire, Saumur. Anlässlich der abteilungsinternen Jubiläumsveranstaltung am 27. April 2019 zum 50-jährigen Wirken Brozios in Heidenheim wurde er von Klaus Dieter Marx vom Württembergischen Landessportbund und von Heinz Mörbe vom Deutschen Basketball Bund jeweils mit einer Ehrennadel in Gold ausgezeichnet.
Nach Oswald Brozio ist die württembergische Meisterschaft in der Altersklasse U10 („Oswald-Brozio-Pokal“) benannt.